# Georg Feller

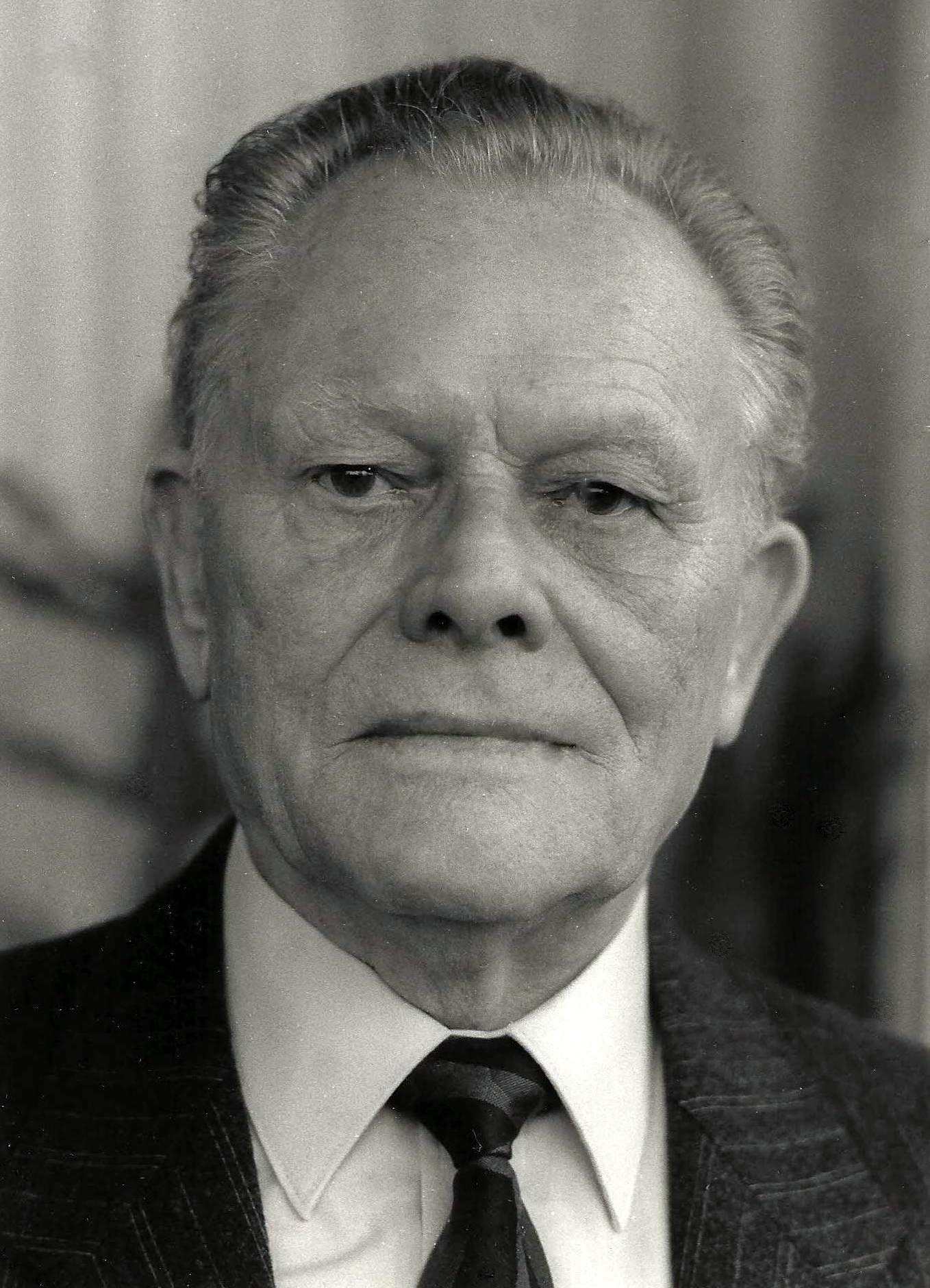
Georg Feller

Georg Feller (* 30. Januar 1906 in Darmstadt; † 12. Dezember 1993 in Wiesbaden) war ein deutscher Gewerkschafter, Widerstandskämpfer und Kommunalpolitiker. 

## Leben
Feller lebte seit frühester Kindheit in Wiesbaden, wo er die Volksschule besuchte und eine kaufmännische Lehre machte. Seit 1925 war er im Reichsbanner Schwarz-Rot-Gold organisiert und wurde ein Jahr später Mitglied der SPD. Nach Auseinandersetzungen mit örtlichen NSDAP-Anhängern wurde er wegen „passiven Landfriedensbruchs“ zu einer Bewährungsstrafe verurteilt. In der Zeit des Nationalsozialismus beteiligte er sich an einem Widerstandsnetz bestehend aus SPD- und Reichsbanner-Aktivisten. Im Herbst 1935 kam Georg Feller deswegen in Gestapo-Haft.
Im anschließenden Prozess wurde er wegen „Vorbereitung eines hochverräterischen Unternehmens“ zu zweieinhalb Jahren Zuchthaus verurteilt, die er in Butzbach absitzen musste. Die Namen der Gesinnungsfreunde hatten er und sein mitverurteilter Reichsbanner-Freund Albert Markloff trotz Folter nicht preisgegeben. Nach Verbüßung der Haftstrafe wurde Feller 1938 als Gefangener 2996 zur „Schutzhaft“ ins KZ Buchenwald eingesperrt. Seine überraschende Freilassung 1940 verdankte er seiner Mutter. Sie war bei der Verleihung des „Mutterkreuzes“ von den Nationalsozialisten gefragt worden, ob sie einen Wunsch habe. Ihre Antwort war: Ja, dass mein Sohn heimkommt. Zurück in Wiesbaden erhielt Georg Feller von der Gestapo Berufsverbot bei täglicher Meldepflicht und Dienstverpflichtung als Hilfsarbeiter. Anfang 1943 wurde er, obwohl von den Nationalsozialisten als „wehrunwürdig“ eingestuft, zum berüchtigten Strafbataillon 999 eingezogen. Bis zum Kriegsende war Feller auf Rhodos als Funker eingesetzt und beteiligte sich an Widerstandsaktivitäten. 1945 kam er bis 1947 in britische Kriegsgefangenschaft am Großen Bittersee in Ägypten.
Kurz nach seiner Rückkehr wurde er bei der Wiesbadener Stadtverwaltung angestellt. Gleichzeitig leitete er bis 1951 die lokale Kriegsgefangenen- und Heimkehrer-Betreuungsstelle der SPD. Er war Betriebsratsvorsitzender, Gewerkschaftssekretär, Geschäftsführer und schließlich 1. Vorsitzender der Kreisverwaltung Wiesbaden der Gewerkschaft ÖTV. Von 1952 bis 1956 war er Stadtverordneter, von 1956 bis 1960 ehrenamtlicher Stadtrat und seitdem bis 1971 hauptamtlicher Stadtrat für Jugend, Soziales und Gesundheit. 1984 wurde ihm die höchste Auszeichnung des Landes Hessen, die Wilhelm-Leuschner-Medaille, verliehen. Zwei Jahre später wurde er von seiner Heimatstadt Wiesbaden mit dem Titel „Stadtältester“ geehrt. Georg Feller starb am 12. Dezember 1993 in Wiesbaden.